# Hermann Riegel (Ingenieur)
Hermann Riegel (* 30. August 1868 in München; † 26. Oktober 1928 ebenda) war ein deutscher Eisenbahningenieur und Leiter der obersten Baubehörde in Bayern.

## Leben
Nach dem Abitur im Jahre 1887 leistete Hermann Riegel seinen Militärdienst als Einjährig-Freiwilliger im 1. Infanterie-Regiment „König“. Nach dem Studium der Ingenieurwissenschaften an der Technischen Hochschule legte er das Große Staatsexamen ab.
Anschließend durchlief er verschiedene Stationen im Bereich der Königlich Bayerischen Staatseisenbahnen: Zunächst arbeitete er als technischer Hilfsarbeiter bei der Generaldirektion der Staatseisenbahnen in München. Es folgten Tätigkeiten als Staatsbauassessor beim Oberbahnamt München, als Abteilungsingenieur beim Oberbahnamt Würzburg, als Abteilungsingenieur beim Oberbahnamt Rosenheim und als Betriebsingenieur beim Oberbahnamt München. Anschließend wirkte er ab Februar 1904 als Direktionsrat im Staatsministerium für Verkehrsangelegenheiten und danach ab Juni 1907 als Regierungsrat in der Reichsbahndirektion München. Ab August 1912 wurde er Oberregierungsrat im Ministerium und ab März 1917 Ministerialrat, bevor er ab Mai 1920 als Leiter der Bauabteilung im Reichsverkehrsministerium (Zweigstelle Bayern) tätig war.
Zum 1. Oktober 1921 wechselte er in das Bayerische Verkehrsministerium und übernahm die Leitung der Obersten Baubehörde. In diesem Amt blieb er bis zu seinem Tode am 26. Oktober 1928.

## Auszeichnungen
- 1. August 1918 Ernennung zum Staatsrat[2]
- Ehrendoktor der Technischen Universität München